# Tomares weberi
Tomares weberi är en fjärilsart som beskrevs av Holl 1909. Tomares weberi ingår i släktet Tomares och familjen juvelvingar. Inga underarter finns listade i Catalogue of Life.